# Indian Head Park
Indian Head Park és una població dels Estats Units a l'estat d'Illinois. Segons el cens del 2000 tenia 3.685 habitants.

## Demografia
Segons el cens del 2000, Indian Head Park tenia 3.685 habitants, 1.683 habitatges, i 1.046 famílies. La densitat de població era de 1.693,8 habitants/km².
Dels 1.683 habitatges en un 18,4% hi vivien nens de menys de 18 anys, en un 52,8% hi vivien parelles casades, en un 7,4% dones solteres, i en un 37,8% no eren unitats familiars. En el 35,4% dels habitatges hi vivien persones soles el 20% de les quals corresponia a persones de 65 anys o més que vivien soles. El nombre mitjà de persones vivint en cada habitatge era de 2,06 i el nombre mitjà de persones que vivien en cada família era de 2,66.
Per edats la població es repartia de la següent manera: un 15,3% tenia menys de 18 anys, un 3,6% entre 18 i 24, un 16,8% entre 25 i 44, un 31,1% de 45 a 60 i un 33,3% 65 anys o més.
L'edat mediana era de 54 anys. Per cada 100 dones de 18 o més anys hi havia 75,3 homes.
La renda mediana per habitatge era de 63.250 $ i la renda mediana per família de 78.443 $. Els homes tenien una renda mediana de 55.278 $ mentre que les dones 41.288 $. La renda per capita de la població era de 40.094 $. Aproximadament el 0,5% de les famílies i el 2,3% de la població estaven per davall del llindar de pobresa.

## Poblacions properes
El següent diagrama mostra les poblacions més properes.